# Эман, Ян Хендрик

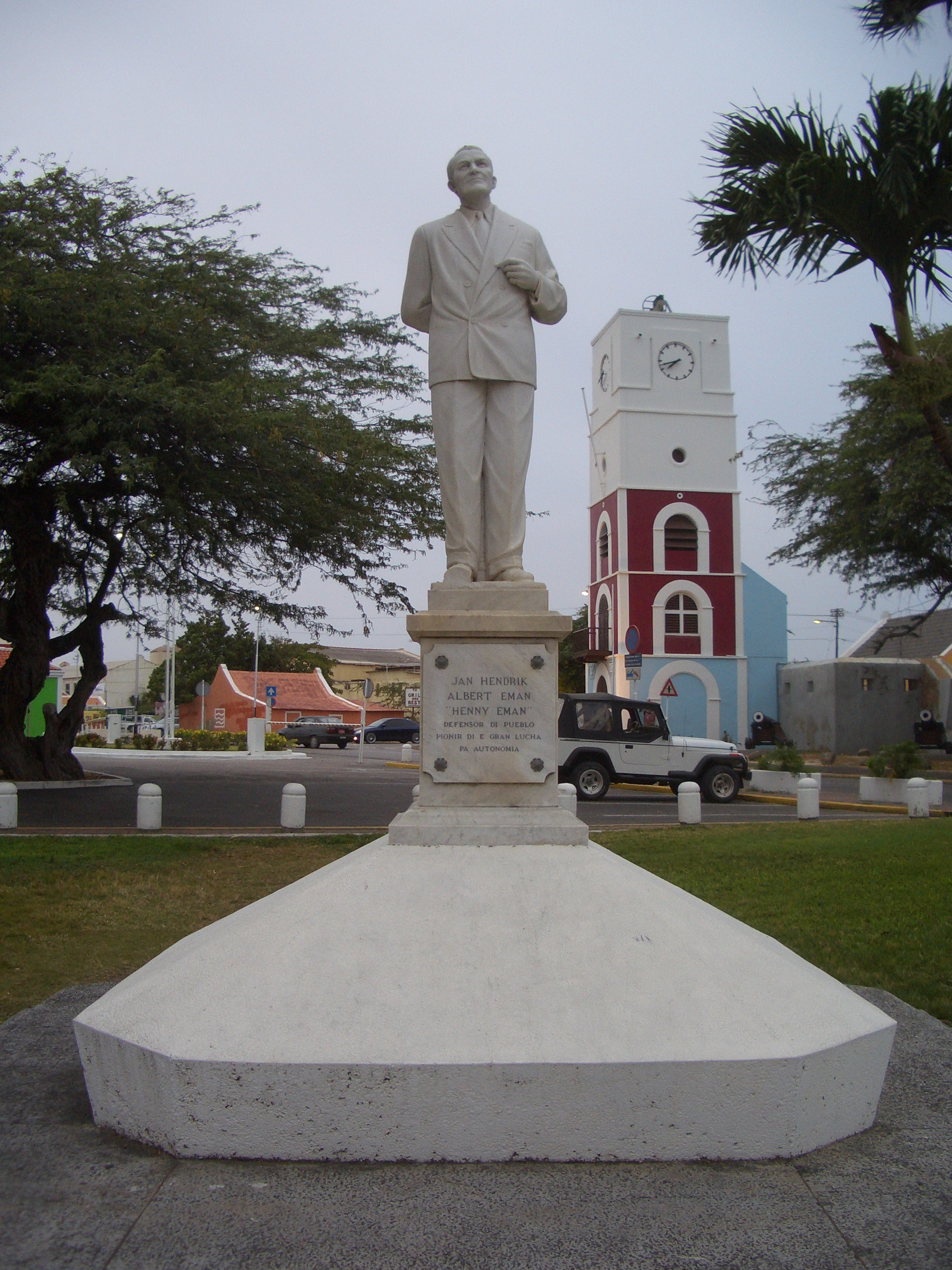
Памятник Эману в г. Ораньестад (Аруба)

Ян Хендрик Альберт «Хенни» Эман (нидерл. и папьям. Henny Eman; 7 августа 1887, Аруба, Нидерландские Антильские острова — 17 октября 1957, там же) — политический и государственный деятель, борец за автономию Арубы от Кюрасао, основатель Народной партии Арубы (AVP) в 1942 г.

## Биография
С 1921 года стал членом Законодательной власти (Политического суда Арубы). В 1922 году был избран в Государственный совет, руководящий орган, который подчинялся Колониальному совету Кюрасао. В 1931 году Эман был одним из подписантов петиции в Генеральные штаты Нидерландов с призывом предоставить Арубе больше автономии. В 1937 году Колониальный совет Кюрасао был распущен и заменён парламентом Кюрасао, однако Кюрасао и Нидерланды по-прежнему твердо контролировали ситуацию на Арубе.
В 1941 году Эман был избран в Парламент Кюрасао, где активно защищал интересы Арубы и выступал за автономию от Кюрасао при сохранении связей с Нидерландами. Депутат Парламента Кюрасао (1941—1954).
Член Совета острова Аруба с 1922 по 1941 год.
Отец политика Корнелиса Эмана. Его внук Хенни Эмана, дважды был премьер-министром Арубы.